# 을묘왜변
을묘왜변(乙卯倭變) 또는 달량왜변(達梁倭変)은 1555년(조선 명종 10년) 조선 명종 때 일어난 왜구의 습격이다. 왜구들이 전라남도 해남군 달량포를 기습하여 전라남도 영암·강진·진도 일대를 습격하고 10진이 함락되었으며 전라병마절도사, 진도군수 등이 전사하고 전라도병영 군사가 전멸되었으나 곧 수습, 토벌되었다. 일설에는 임진왜란의 전조로 간주하기도 한다.
1555년(명종 10) 10월 왜구의 배 70여 척이 전라남도 해안가를 습격, 전라도 영암의 달량성(達梁城, 현 해남군 북평면 남창리)·어란포(於蘭浦, 전남 해남군 송지면 어란리), 진도(珍島)의 금갑(金甲), 남도(南桃) 등을 점령, 약탈하고 10진을 함락시켰다. 일부 왜구는 육지로 상륙했다가 나주에서는 이흠례, 달량에서는 이광식 등에 의해 저지되었다. 그러나 왜구들은 말머리를 돌려 영암군, 진도 일대를 약탈했고, 조정에서는 급히 이준경, 이윤경, 남치훈, 변협 등에게 군사를 내려보내 지원하게 했다. 을묘왜변을 계기로 비상설 기관이었던 비변사가 상설기관으로 격상되어 흥선대원군 집권 전까지 상시 운용된다.

## 개요
1544년 사량진에서 난동을 부리던 왜구들은 이후 조선에서 문호를 닫자, 대마도에서 무역을 할 수 있게 항포를 열어 달라고 요구하여 조선에서는 삼포(부산포, 제포, 염포)를 열었다. 그러나 그 뒤에도 소란을 피우지 않겠다는 약속을 깨뜨렸으며, 제주도와 다도해, 전라남도 해안가를 침략했다. 급기야 1555년(명종 10년) 5월 11일에 전라남도 연안에 있는 달량포(達粱浦)에 왜선 70여 척이 쳐들어왔다. 곧 근무중이던 변장들이 왜구들의 기습공격에 살해되고 순식간에 10개 진이 함락되었다.

### 배경
조선 정부는 1510년 삼포왜란, 1544년 사량진왜변 등 왜구의 행패가 있을 때마다 이에 대한 조치로 조선 입국을 엄격히 제한하고 파견 가능한 세견선(歲遣船)의 수를 감축하여 허가했으므로, 조선에 생선과 해산물을 팔고 물자를 보급 받아야 했던 왜인들은 조선 정부에 수차례 규제 완화를 요청해 왔다. 하지만 조선 정부는 서신을 묵살하거나 이에 응하지 않았다. 이러한 조선 정부의 통제에 불만을 품은 왜구는 1555년(명종 10) 5월 11일, 배 70여 척으로 전라남도 연안지방을 습격, 해남군의 달량성(達梁城)·어란포(於蘭浦)를 기습 공격하였다. 이어 진도와 금갑도(金甲島)·남도(南桃) 등의 보루(堡壘)를 기습공격, 병력을 학살하고 불태웠으며, 민가를 약탈하고 방화하여 해남, 영암, 진도 일대를 쑥대밭으로 만든 뒤 장흥(長興)·강진(康津)에도 침입하였다.

## 경과
5월 13일 왜구들은 먼저 영암, 달량을 점령하고 어란포(於蘭浦), 장흥, 강진, 진도 등을 짓밟으며 갖은 만행을 저질렀다. 이때 절도사 원적, 장흥부사 한온 등은 전사하고 영암 군수 이덕견은 사로잡히는 등 사태가 매우 긴박하였다.
가리포 수군첨사(加里浦水軍僉使) 이세린(李世麟)으로부터 보고를 받은 전라도 병마절도사(兵馬節度使) 원적(元積)은 장흥부사 한온(韓蘊), 영암군수 이덕견(李德堅) 등과 함께 군사를 거느리고 영암 달량포로 출전했으나 오히려 왜구에게 포위되어 원적과 한온은 왜구에게 항복했다가 피살되고 이덕견은 항복하는 척 하다 탈출했다. 전라도병마절도사 휘하의 정예군사가 붕괴하자 침입한 왜구의 횡행을 막을 수 없었다. 정부는 급히 이광식(李光軾)을 후임 병마절도사로 임명해 병력을 주어 내려보냈다. 이광식은 진도와 해남 등의 해안가의 왜구와 교전했다.
당시 나주를 거쳐서 북상하려는 왜구는 이흠례(李欽禮) 등에 의해 격퇴 당했다.

## 진압
전라병사와 장흥부사를 사살한 왜구는 5월 하순까지 별 저항을 받지 않고 어란포, 완도, 장흥(長興)·강진, 진도 등을 약탈, 주민을 사살하고 민가를 방화하면서 약탈하다가 이흠례군, 이광식군에 의해 밀리자 다시 말머리를 돌려 영암으로 침입했다. 일부는 진도 일대를 약탈했다. 한편 당시 조선군 일부 장수들은 변장들이 살해되고 지방관들이 포로로 끌려갔다가 살해된 것을 두려워하여 지원에 소극적이었고, 전세는 지지부진하였다.
이에 조정에서는 호조판서 이준경을 도순찰사, 김경석(金慶錫)·남치훈(南致勳)을 방어사로 임명하고 전주부윤 이윤경을 파견하여, 영암에서 적을 크게 파하여 그들을 몰아내었다. 금군(禁軍) 등 한성의 정예군사를 동원함과 아울러 산직(散職) 무신과 한량(閑良)·공사노(公私奴)·승도(僧徒) 등을 징집하였다. 동시에 호조판서 이준경을 전라도 도순찰사(都巡察使), 김경석·남치훈을 좌·우도 방어사(防禦使)로 임명하여 내려보내 이들을 토벌하도록 하고, 부산포에 있는 일본인들도 전부 내보내 삼포 왜인의 준동을 방지하고 침입한 왜구의 진공을 막도록 경상도와 충청도에도 각각 장수를 추가 파견했다.

## 결과
후원군이 도착하자 전주부윤 이윤경(李潤慶)이 군사를 이끌고 영암으로 가서 남치훈군사와 합세하여 5월 25일 영암 해변에서 왜구를 격파하여 승리하였다. 왜구는 퇴각하는 길에 녹도(鹿島)를 습격한 데 이어 6월 27일 제주도를 습격했으나, 상륙한 왜구를 목사 김수문(金秀文)이 군사를 이끌고 토벌하였다
제주 목사 김수문(金秀文)이 장계(狀啓)하였다.
"6월 27일, 무려 1천여 인의 왜적이 뭍으로 올라와 진을 쳤습니다. 신이 날랜 군사 70인을 뽑아 거느리고 진 앞으로 돌격하여 30보(步)의 거리까지 들어갔습니다. 화살에 맞은 왜인이 매우 많았는데도 퇴병(退兵)하지 않으므로 정로위(定虜衛) 김직손(金直孫), 갑사(甲士) 김성조(金成祖)·이희준(李希俊), 보인(保人) 문시봉(文時鳳)등 4인이 말을 달려 돌격하자 적군은 드디어 무너져 흩어졌습니다. 홍모두구(紅毛頭具)를 쓴 한 왜장(倭將)이 자신의 활 솜씨만 믿고 홀로 물러가지 않으므로 정병(正兵) 김몽근(金夢根)이 그의 등을 쏘아 명중 시키자 곧 쓰러졌습니다. 이에 아군이 승세를 타고 추격하였으므로 참획(斬獲)이 매우 많았습니다."
그 해 10월 대마도주(쓰시마국주) 소 요시시게(宗義調, 1532~1589)는 이들 전라남도 해안가를 습격한 왜구의 목을 잘라 보내어 죄를 사과하고 세견선의 증가를 호소해 왔으므로 조정에서는 이를 승낙, 세견선 5척을 증가시켰으며 이를 계기로 비변사를 상설기관으로 하였다.

## 같이 보기
- 변협
- 비변사
- 의정부
- 임진왜란
- 심연원
- 이준경
- 이윤경
- 이광식
- 정승복
- 양달사 장군 유적